# Tullimonstrum gregarium
 (février 2023).
Genre
Espèce
Tullimonstrum gregarium, ou « monstre de Tully », est un animal bilatérien fossile à corps souple trouvé dans la formation Mazon Creek (Illinois, États-Unis), dans une strate âgée de 311,45 à 306,95 millions d'années. Le « monstre de Tully » vivait dans les eaux douces ou saumâtres peu profondes d'estuaires boueux, durant le Pennsylvanien, une époque géologique datant approximativement de 300 millions d'années (Carbonifère supérieur). C'est la seule espèce connue du genre Tullimonstrum.

## Description

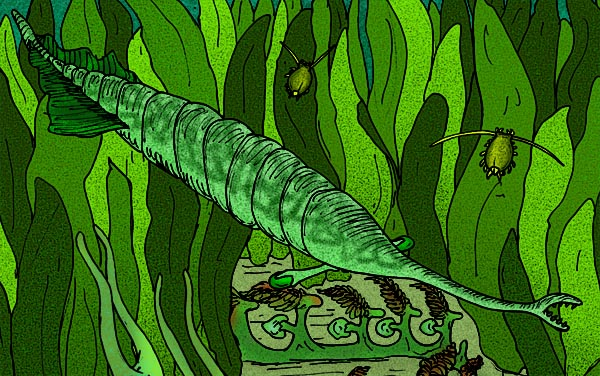
Restitution paléoartistique d'un Tullimonstrum gregarium par Stanton C. Fink, aux caractères proches des arthropodes (yeux pédonculés, métamères).

Long de 10 à 35 cm, le « monstre de Tully » possédait une paire de nageoires ressemblant un peu à celle des seiches, peut-être également des nageoires verticales (la qualité de préservation des fossiles d'animaux à corps mous rend l'interprétation difficile) et un long proboscis pourvu de huit petites dents à son extrémité, avec lequel il cherchait probablement activement de petits animaux et des détritus comestibles dans les fonds vaseux. Une protubérance pédonculaire de chaque côté du corps, située vers le bas et l'avant, portait un organe sensitif à son extrémité, probablement un œil, mais ceci reste spéculatif. Le « monstre de Tully » fait partie de la biodiversité particulièrement riche du site de Mazon Creek, dans le comté de Grundy de l'Illinois.
Les analogies anatomiques avec son prédécesseur de plus de deux cent millions d'années Opabinia (proboscis denté, nageoires à l'arrière) sont probablement un exemple de convergence évolutive car l'étude de son organe sensitif (œil probable) révèle des affinités avec les vertébrés.

## Géologie

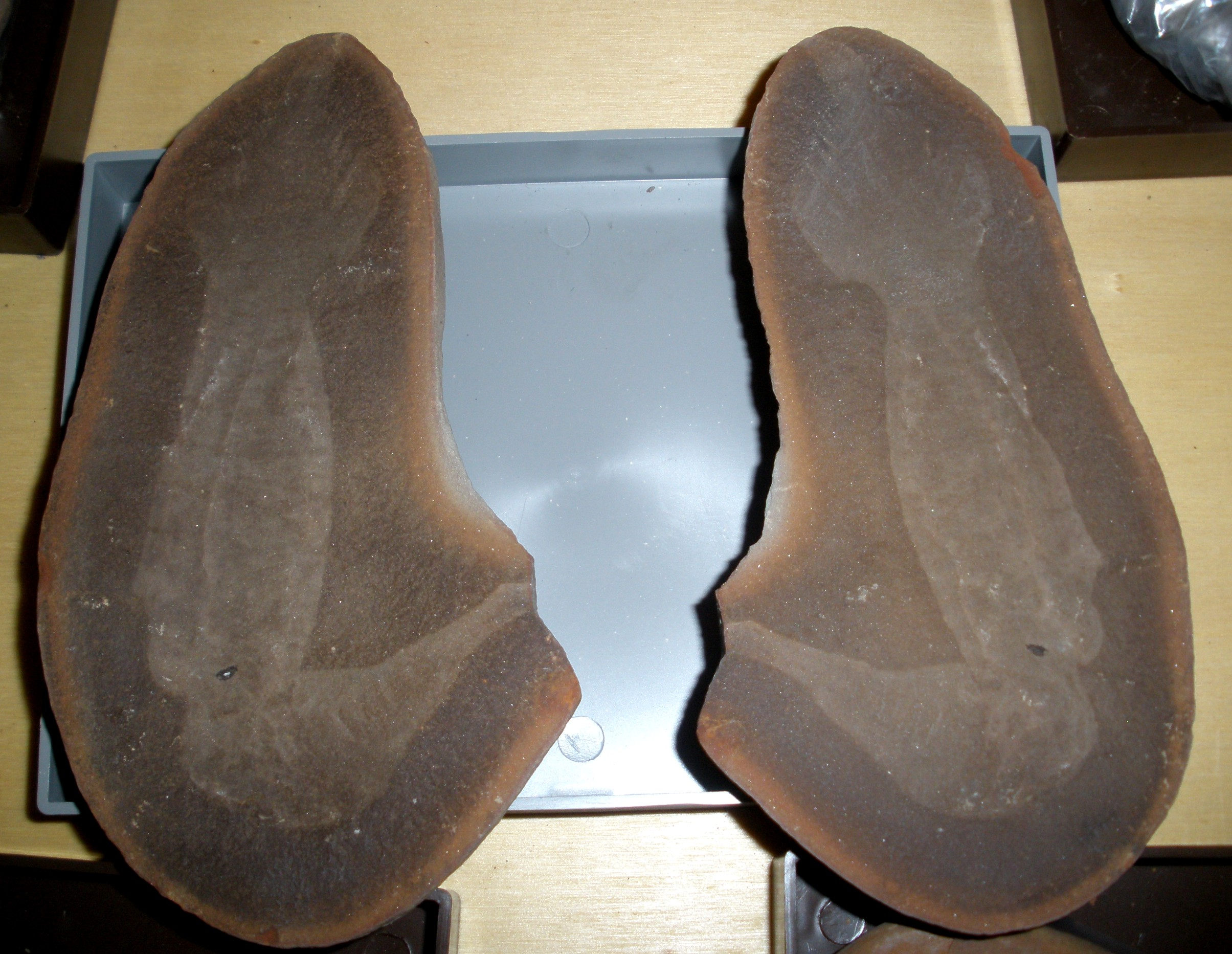
Fossile de T. gregarium au Muséum de Milan (Italie).

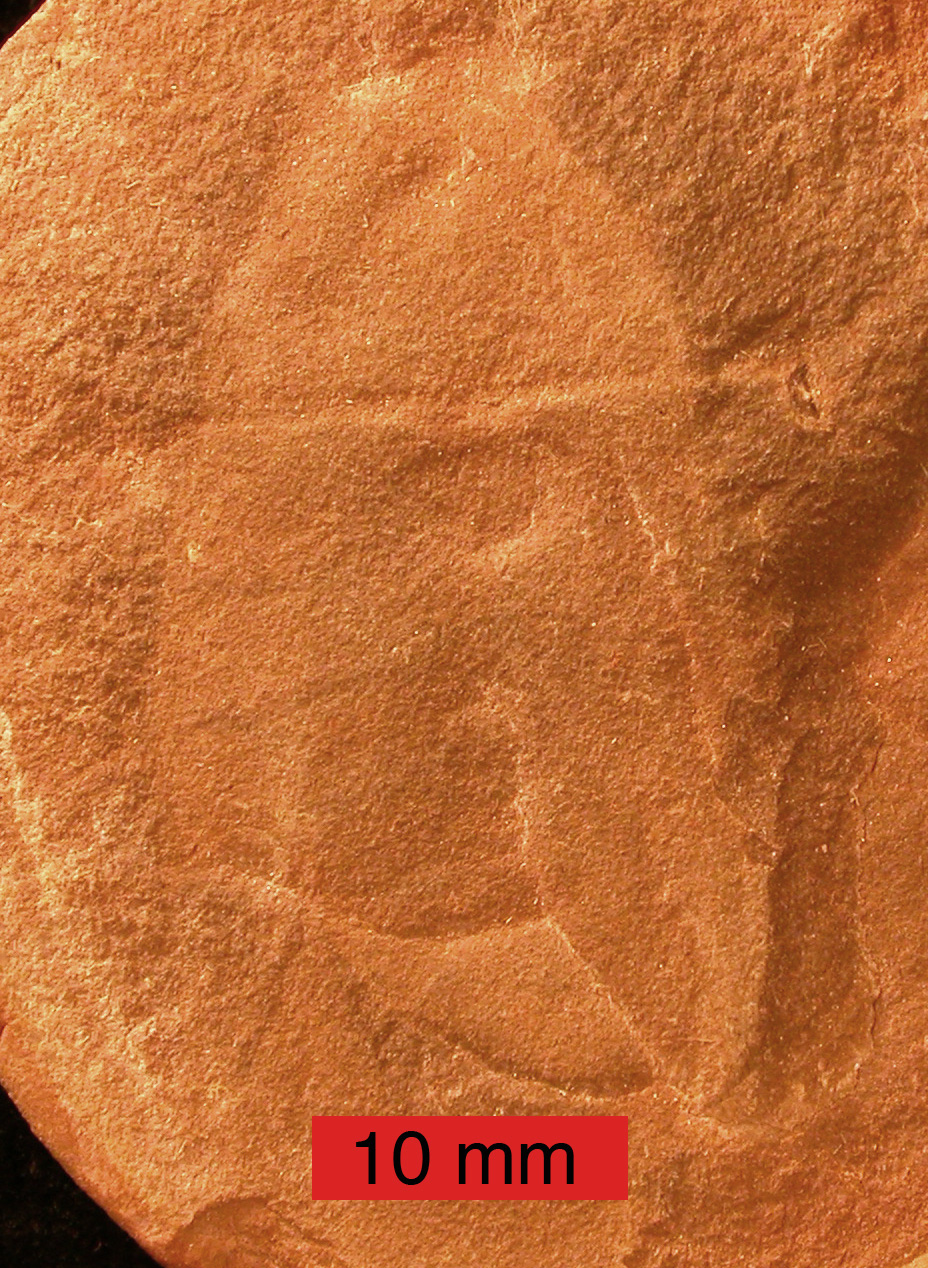
Fossile deT. gregarium dans une concrétion de Mazon Creek (Carbonifère supérieur), Illinois.

La formation de Mazon Creek est inhabituelle : lorsque les animaux mouraient, ils étaient rapidement envasés dans des dépôts limoneux. Les bactéries qui commençaient à décomposer les animaux dans la boue produisaient du dioxyde de carbone dans le sédiment autour des corps. Le dioxyde de carbone, combiné avec le fer dissout dans l'eau, formait ensuite dans le sédiment des nodules de sidérite (« pierre de fer »), qui sont autant de moulages permanents de chaque animal, qui finissait lentement de se décomposer, laissant un film carboné sur le moulage.
La combinaison d'un enfouissement rapide et de la formation de sidérite ont abouti à l'excellente préservation des nombreux animaux et plantes alors enfouis.

## Historique
En 1958, le collectionneur amateur Francis Tully découvrit le premier fossile et apporta sa découverte au Musée Field de Chicago où les paléontologues furent fascinés par les caractéristiques originales du « monstre de Tully » dont l'appartenance taxonomique reste incertaine. En 1989, Tullimonstrum gregarium fut désigné fossile officiel de l'État d'Illinois (State fossil of Illinois, en anglais).